# فابین راداس
فابین راداس (انگلیسی: Fabien Raddas؛ زادهٔ ۷ مارس ۱۹۸۰) بازیکن فوتبال اهل فرانسه است.
از باشگاه‌هایی که در آن بازی کرده‌است می‌توان به باشگاه فوتبال پاریس، باشگاه فوتبال استاد برستوا ۲۹، و باشگاه فوتبال کن اشاره کرد.
وی همچنین در تیم ملی فوتبال جزیره گوادلوپ بازی کرده‌است.